# Esperanza Gómez
Esperanza Gómez Silva (Belalcázar, 18 maggio 1980) è un'attrice pornografica e modella colombiana.

## Biografia
Nata nel dipartimento colombiano di Caldas, all'età di 7 anni iniziò la sua carriera come modella. Negli anni successivi acquisì notevole notorietà, tanto che all'età di 16 anni aveva già lavorato con noti marchi di moda colombiani. Ha studiato Agronomia per qualche anno, per poi passare a Medicina Veterinaria.
Nel 2005 ha vinto il titolo di Miss Playboy TV Colombia, rappresentando il suo paese al Miss Playboy TV Latin America and Iberia contest a Città del Messico.
Nel 2009 inizia l'attività di pornostar negli Stati Uniti recitando nel film South Beach Cruisin 3 insieme a Justin Slayer, pornoattore nero e pigmalione di Esperanza del sesso interrazziale. In un'intervista dello stesso anno, dichiara di voler vivere apertamente la sua attività di attrice pornografica, senza ricorrere a uno pseudonimo e senza avere una doppia vita.
Soprannominata El Bombon de Colombia, ha lavorato con diverse società di produzione, tra cui Bang Bros, Naughty America e Brazzers. Nel 2012 ha ottenuto una nomination agli XBIZ Award nella categoria Latin-Themed Release of the Year ed una ai The Galaxy Awards nella categoria Best B/G Scene.
Nel 2014 viene scelta come testimonial di Venus Channel, canale di intrattenimento per adulti. Presenta inoltre una sua trasmissione, Los Recomendados de Esperanza, in cui compaiono suoi migliori film ed una selezione dei suoi film preferiti.
Nel 2015 recita nel videoclip del singolo Dime que si dell'artista colombiano Cash.

## Riconoscimenti
- 2005: Мiss Playboy TV Colombia[2];
- 2012: XBIZ Award – Latin-Themed Release of the Year[7];
- 2012: The Galaxy Awards – Best B/G Scene[8].

## Filmografia
2009
- Josh Stone's - South Beach Cruisin 3
- BangBros - Ass Parade - Spanish Diosa
- BangBros - Ass Parade - Esperanza Gomez's Back
- BangBros - Facial Fest - Viva Colombia
- BangBros - Backroom Milf - Colombian Goddess
- BangBros - Ass Parade - Spanish Diosa!
- Cuban Kings - El Bombon de Colombia
- Naughty America - Latin Adultery - Married Woman
- Brazzers - Big Tits in Sports - Tackle Titball
- Naughty America - My Wifes Hot Friend - Esperanza Gomez e Alec Knight
- Josh Stone's - Confessions Over Cocktales 2
- Brazzers - Real Wife Stories - Bellezas Salvajes
- Brazzers - Bizjak Riders - Fabjizz Salsa

2010
- Naughty America - My Dad's Hot Girlfriend (March 26, 2010)
- Naughty America - My Wife's Hot Friend (April 01, 2010)
- Naughty America - My Wife's Hot Friend (April 30, 2010)
- Naughty America - Latin Adultery (July 16, 2010)
- Naughty America - My First Sex Teacher (September 17, 2010)
- Naughty America - I Have Wife (November 01, 2010)
- Naughty America - My Dad's Hot Girlfriend (December 03, 2010)
- Naughty America - Latin Adultery (December 31, 2010)

2011
- Enough Said
- Booty I Like 7
- Vanilla - Tonight's Girlfriend
- Naughty America - American Daydreams (November 25, 2011)
- Naughty America - Latin Adultery (December 30, 2011)

2012
- Naughty America - My Friend's Hot Mom (February 10, 2012)
- Kick Azz A Hardcore Comixxx Parody
- Brazzers - Story of a Call Girl (October 15, 2012)
- Brazzers - Deep Tissue Orgasm (November 02, 2012)

2013
- Brazzers - Hola Neighbor (Jenuary 14, 2013)
- Brazzers - Wide Open House (April 11, 2013)

2014
- Justin Slayer - Best of South Beach Cruisin' (April 17, 2014)
- Brazzers - Dirty Masseur 6 (April 22, 2014)
- Brazzers - Real Wife Stories 18 (May 14, 2014)
- Brazzers - Big Tits In Uniform - The Crossing (December 18, 2014)